# Järnvägsräls – Live
Järnvägsräls – Live är ett livealbum av Jan Hammarlund, utgivet 1982 av skivbolaget Silence Records (skivnummer SRS 4679).

## Låtlista
A
1. "Entré" – 4:29
2. "Hjärtats rop" – 3:36
3. "Jag vill leva i Europa" – 5:49
4. "Snurra min jord" – 5:33

B
1. "Järnvägsräls" – 4:59
2. "Jag vill ha dig" – 2:55
3. "Har du hört hans namn" – 5:06
4. "Närsomhelst" – 3:18
5. "Jag följer rälsen" – 3:39

## Medverkande
- Jan Hammarlund - sång, gitarr
- Jesper Lindberg - steel guitar, mandolin
- Jojje Kuha - piano
- Kenny Håkansson - elgitarr
- Niels Hofman - elbas
- Roger Palm - trummor

### Fotnoter
1. ↑  ”Järnvägsräls – Live”. Progg.se. Arkiverad från originalet den 18 augusti 2010. https://web.archive.org/web/20100818215907/http://www.progg.se/band.asp?ID=17&skiva=15. Läst 1 september 2012.